# ふれる。
『ふれる。』は、2024年10月4日公開の日本のアニメーション映画。監督は長井龍雪、アニメーション制作はCloverWorks。また、体感型上映システムのMX4D及び4DXでの上映も行われた。

## 概要
『あの日見た花の名前を僕達はまだ知らない。』、『心が叫びたがってるんだ。』、『空の青さを知る人よ』の青春三部作のメインスタッフ（監督：長井龍雪、脚本：岡田麿里、キャラクターデザイン：田中将賀）が再結集して制作されたオリジナル長編アニメーション映画。
東京を舞台に、言葉によるコミュニケーションが上手く取れない幼なじみの青年3人組が不思議な生き物の力を借りて心を繋いでいく姿を描く。
主な舞台となるのは、東京都新宿区高田馬場周辺である。公開に際しては、アプリを使ったロケ地周遊企画や地元商店会によるコラボキャンペーンが実施された。

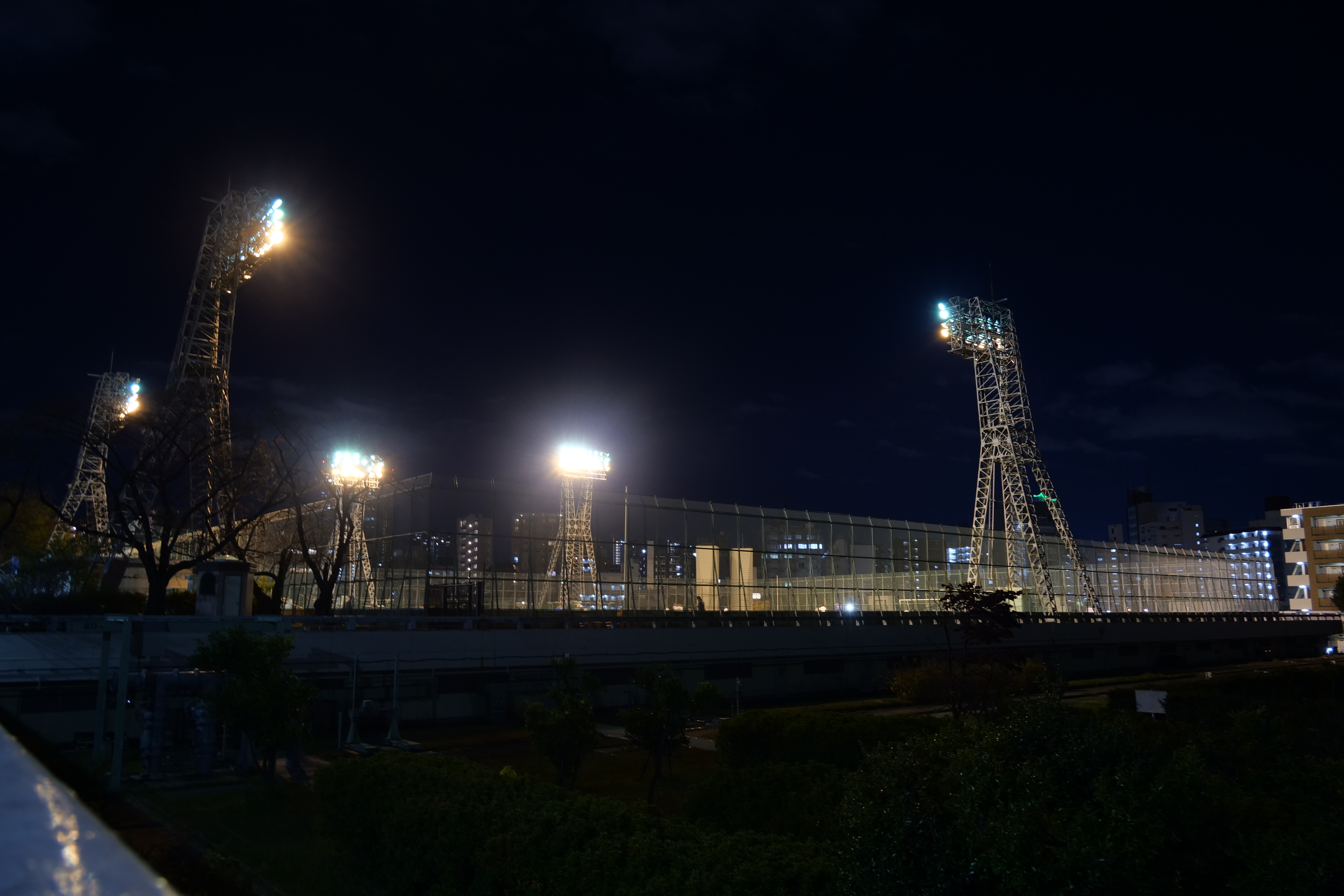
劇中で重要な場面の舞台となる新宿区立落合中央公園のグラウンド

## あらすじ
離島に住む小学生の小野田秋は学校で孤立していたが、海辺の崩れた洞窟の中にあった祠に入り、不思議な生き物に出会う。その生き物は、島の伝説にある「ふれる」を連想させるものだった。秋はその生き物を、同じ学年の祖父江諒と井ノ原優太に見せ、生き物は3人が「ふれる」と名付けてひそかに世話をすることになり、秋は諒や優太と親交を結ぶ。「ふれる」に接触した3人は、体を触れ合うだけで互いの思っていることがわかるようになった。
20歳になった3人は「ふれる」を連れて東京に出て、高田馬場にある古い一軒家を借りてホームシェアを始める。秋はバーでアルバイト、諒は不動産会社の社員、優太は服飾専門学校の生徒となった。秋は話すことが苦手な性格から接客に苦労していたが、料理には熱心だった。
ある夜、秋は働くバーの近くでひったくり犯を追いかけ、盗品の鞄を取り返して持ち主の女性に渡した。後日、秋の務める店にひったくりの被害に遭った女性浅川奈南とその友人の鴨沢樹里が訪れる。二人は秋に礼を言おうと探しており、その後、3人の住む家にも（店にいた諒や優太に連れられて）出向いた。奈南は優太の通う専門学校に以前いたとわかる。
数日後、ストーカーに悩む奈南の転居先として、諒に頼む形で二人は改めて3人の家を訪れ、同居生活が始まる。多少の衝突を含みながらも5人は親密になり、「ふれる」も（能力を除いて）樹里や奈南の知るところとなった。ある晩、5人は揃ってコンビニに出かけたついでに、近くの公園でフリスビーに興じた。その合間に秋と樹里はお互いの過去および友人との関係について話し、秋は樹里に好意を抱く。その矢先、秋はバーで出したまかない飯を客のレストランオーナーに褒められ、静岡に開く新店の厨房スタッフとしてオファーを受ける。それをSNSで樹里に伝えた秋は、そこで好意を書こうとしてやめた。
一方、優太は専門学校で課題のチームリーダーとして忙しくなる中で、奈南に関心を寄せる。夜、二人きりになった折に酒の勢いにも任せてキスを求め、奈南はそれを受け入れた。それを知った秋と諒は、「カクテルの試飲会」という名目で奈南と樹里を秋の勤め先に呼んで交際を祝うサプライズパーティーを開こうとする。だが、バーに来た奈南と樹里は予想外のことに怒る。それに対して秋の発した言葉に奈南はその場を去り、樹里は奈南が秋に好意を持っていたと話して後を追った。
秋は自分の言動が人間関係を傷つけたことで自信を失い、翌日にレストランのオファーの話を断ってバーも辞めたいとマスターに告げた。優太は秋と諒が奈南の真意を知りながら自分を嘲笑しようとしたのではという疑いを二人に向ける。その夜、奈南は一人で外出した際にストーカーに遭遇、負傷して入院する。樹里がストーカーとして示したのは専門学校の教員で、かかわりのあった優太は自らを責めた。そこへ上京してきた小学校の教師・脇田が3人の家に泊まる。脇田は大学時代に島の伝説「ふれる」について調べたこともあり、「ふれる」の力は島民の心をまとめたが、人々の反発する心は伝えず、それによって楽に仲良くしていると大変なことが起きるという話をした。
諒と優太のやりとりから「ふれる」が関係を害する気持ちは伝えないことに3人は気づく。優太は今の関係は「偽物の友情だ」と家を出てそのまま帰らなかった。気になった秋が優太の学校まで出向くと、同じグループの生徒から優太を軽蔑するような言葉を聞く。続けて諒の職場に行くと、諒は上司から叱られていた。上司に手を出そうとした秋を諒は押しとどめる。ひどい言葉が許せないという秋と、今の職場は自分にはありがたい場所だという諒は噛み合わなかった。秋が帰宅したところに、荷物を引き上げに樹里が訪れる。秋が思い切って樹里に好意を伝えた場に内見で近くに来た諒が現れ、俺の彼女を口説くのかと問い詰めた。以前にお互いが樹里への好意を「ふれる」の力で伝えたつもりが、伝わっていなかったことを改めて二人は知る。秋はそのまま公園に行って座り込むと、いつの間にか不思議な空間におり、そこには諒と優太もいた。その場所は初めて3人で「ふれる」を見たときにも来た場所だった。
自分の体から出る不思議な糸で縛られた二人は秋のせいだとなじるが、周囲の景色が変わるといつの間にか糸は消え、その場所を脱出するために3人は諍いをやめた。そこは「ふれる」の「中」で、思った場所を周りに再現すると気づいた3人は、故郷の島でいつも集まっていた砂浜を思い浮かべてそこにたどり着く。秋は、自分が「ふれる」の力で友人になっていたと告白し、改めて二人に友達になってほしいと頼む。諒と優太はそれを受け入れ、3人が「ふれる」がいなくても大丈夫と言ったとたんに元の世界へと戻される。そこでは秋にだけしか見えない、人々の「心」を伝える糸があちこちで絡まり、街中でそれによるトラブルが起きていた。糸は、以前3人が「ふれる」と遊んだ公園のグラウンドに集まり、その先には「ふれる」が大量の糸を体につなぐ形で空中に浮かんでいた。秋は諒と優太の協力も得てグラウンドに入ると照明灯に上り、そこから糸の束を伝って「ふれる」のところに赴き、「ふれる」と出会えて幸せだった、これからもずっといっしょにいたいと叫ぶ。すると糸は消え、「ふれる」はずっと小さな姿になって秋の手の中に収まっていた。
ことの後、秋はマスターに退職やオファーを断ったことを詫び、3人で揃って奈南と樹里にも謝った。3人は暮らしていた家から退去して別々に転居し、最後となった秋は心を伝える力を使えなくなった「ふれる」を肩に載せて転居先に向かうのだった。

## 登場人物
2024年3月23日のAnimeJapan 2024にて、「幼なじみ同士」という設定のメインキャラ3人のキャラクターが発表された。メインキャストは7月5日に発表された。
小野田 秋（おのだ あき）
声 - 永瀬廉（幼少期：瀬戸麻沙美）
3人の主人公のうちの1人。バーでアルバイト中の青年、20歳。 コミュニケーションが苦手で、「口より手が先に出る」性格。長身のため、高さの低い扉枠に頭をしばしばぶつけている。
祖父江 諒（そぶえ りょう）
声 - 坂東龍汰（幼少期：田村睦心）
3人の主人公のうちの1人。不動産会社に勤務する新人社員。20歳。父は漁師だったが負傷して漁船も売却したため、自らが家計を支える目的で上京した。
井ノ原 優太（いのはら ゆうた）
声 - 前田拳太郎（幼少期：豊崎愛生）
3人の主人公のうちの1人。服飾専門学校生で、デザイナー志望。20歳。眼鏡をかけている。
鴨沢 樹里（かもざわ じゅり）
声 - 白石晴香
奈南とは幼なじみで、ボディーガード的な存在。20歳。
浅川 奈南（あさかわ なな）
声 - 石見舞菜香
元服飾専門学生。20歳。樹里によれば身体能力は幼少時より高く、学校でのヒエラルキーもそうだったが、その割に相手を気遣って流されやすい面がある。
脇田（わきた）
声 - 皆川猿時
秋・諒・優太の学童時代の恩師。秋が孤立していた小学生時代、友達になるよう諒と優太に頼んでいた。
遠縁の者の結婚式に出席するために上京。3人の家に一泊し、かつて調べたことのある島の伝説「ふれる」について語って、島に戻った。
島田 公平（しまだ こうへい）
声 - 津田健次郎
服飾専門学校の先生で、優太のクラスの副担任。
マスター
声 - 小形満
秋のアルバイト先のバー「とこしえの椅子」の経営者。秋に対しては口下手な点を気にかけながら穏やかに接している。
五木（いつき）
声 - 大塚芳忠
ミシュランで星を取ったこともあるレストランのオーナーで、秋が勤めるバーのマスターとは知り合い。営業前のバーに妻（声：平野文）と訪問して秋の作ったまかない飯を食べて高く評価し、後日再訪した際に秋を静岡県に開く店の厨房スタッフに誘った。
ふれる
本作のキーキャラクター。ハリネズミのような姿をした不思議な生物。ひょんなことから幼なじみである3人と共に暮らすことになる。この出会いをきっかけに彼らの運命を大きく変える。
この他にも、青春三部作に出演した茅野愛衣、櫻井孝宏、水瀬いのり、内山昂輝、若山詩音に加え、江口拓也が声を担当している。

## スタッフ
- 監督 - 長井龍雪
- 脚本 - 岡田麿里
- キャラクターデザイン - 田中将賀
- 音楽 - 横山克、TeddyLoid[13]
- 監督助手 - 森山博幸[13]
- プロップデザイン - 髙田晃[13]
- 美術設定 - 塩澤良憲、榊枝利行（アートチーム・コンボイ）[13]
- 美術監督 - 小柏弥生[13]
- 色彩設計 - 中島和子[13]
- 撮影監督 - 佐久間悠也[13]
- CGディレクター - 渡邉啓太（サブリメイション）[13]
- 編集 - 西山茂[13]
- 音響監督 - 明田川仁[13]
- アニメーションプロデューサー - 賀部匠美
- 製作 - 岩上敦宏、古澤佳寛、市川南、松崎容子、渡辺章仁[13]
- 企画・プロデュース - 清水博之、川村元気[13]
- プロデューサー - 小田桐成美、鹿嶋愛[13]
- 配給 - 東宝、アニプレックス[13]
- 制作プロダクション - CloverWorks[13]
- 製作幹事 - アニプレックス、STORY inc.
- 製作 -「ふれる。」製作委員会（アニプレックス、STORY inc.、東宝、フジテレビジョン、ローソン）

## 音楽

### 主題歌
「モノトーン」（Echoes / Sony Music Entertainment (Japan) Inc.）
歌 - YOASOBI
本作の書き下ろし曲。

## 製作
メインスタッフによると、本作の企画は『空の青さを知る人よ』の製作終了後に揃ってスペインの映画祭に行った折、プロデューサーを交えた雑談から始まったという。メインキャラクターの年齢（20歳）や構成（男性3人）は、それまでの秩父を舞台にした作品に「一区切り」がついたことで、異なる設定が選ばれた。彼らが上京して生活するというシチュエーションも、（「三部作」から）「一歩進めた話」というところからきたという。3人が離島出身という設定についても「山に囲まれた」秩父との対比として海という発想から出たもので、CG技術の向上で海をアニメでうまく表現できるようになったこともその理由の一つだと長井龍雪と田中将賀は述べている。岡田麿里は、島が出たのは「ふれる」が生まれた理由に「場所としてのリアリティー」を求めた結果であると話している。
また、岡田によると「ふれる」は当初は人型の「お兄ちゃんのような存在」で人語も解する設定だったが、長井から異論（「3人の関係性の話が薄まる」「存在感が強すぎる」）が出て、言葉を発しない動物となった（鳴き声を出すというアイディアもあった）。
タイトルは、長井は岡田から提出された最初の脚本の仮題がそのまま採用されたとし、岡田は企画の川村元気との話し合いで決めたと述べている。
舞台が高田馬場になった点について、長井は自身が上京した当時西武新宿線沿線に住んでいて「東京」のイメージであったことと下町の雰囲気が混在する街の雰囲気を理由として挙げ、岡田は長井に対して出した複数の候補地に色よい反応がなかったため、「自分が住んだ場所」なら従来の傾向から採用となるのではと考えて高田馬場のロケを提案したと述べている。
2023年12月6日に製作が発表され、公開されたティザービジュアルでは「ふれる」（この段階では名前は未公表）が入っているバケツを3人の青年が運ぶ後ろ姿が描かれた。2024年4月9日に公開されたティザービジュアルにて、生物の「ふれる」という名称と、メインキャラクター3人の出身地（島）伝承の生き物で、接触することで意思疎通が可能になる能力を持つ、という設定が明らかにされた。

## 封切り
2024年10月4日に公開され、最初の週末3日間で興行収入1億300万円、観客動員約6万9000人を記録し、興行通信社の週末映画動員ランキングでは5位となった。

## 評価

### 受賞歴
| 発表年 | 賞                                 | カテゴリー等                                                                                      | 対象     | 結果 | 備考 |
| ------ | ---------------------------------- | ------------------------------------------------------------------------------------------------- | -------- | ---- | ---- |
| 2024   | 第26回富川国際アニメーション映画祭 | 韓国漫画アニメーション学長賞（Korean Society of Cartoon and Animation Studies President’s Prize） | ふれる。 | 受賞 |      |
| 2024   | 第26回富川国際アニメーション映画祭 | DHL多様性賞 (DHL Diversity Prize)                                                                 | ふれる。 | 受賞 |      |
| 2024   | 第26回富川国際アニメーション映画祭 | キノライツ賞 (Kinolights Prize)                                                                   | ふれる。 | 受賞 |      |

## メディア展開

### 小説
額賀澪による小説版（『小説 ふれる。』）が2024年9月5日に角川文庫より刊行された（ISBN 978-4-04-114853-2）。10月10日には岬鷺宮による視点を変えたスピンオフ小説『ふれる。 Spin-off Wanna t(ouch) you』が電撃文庫より刊行された（ISBN 978-4-04-915980-6）。
このほか、脚本の岡田が前日談を描いた短編『ふれる。の前夜』が公式ウェブサイト上に公開されており、映画公開時の入場者特典としてこの内容を出演声優が演じたボイスドラマのQRコードを記したリーフレットが配布された。また、主題歌「モノトーン」の公式ミュージックビデオは、このスピンオフ作品の内容をモチーフとした映像となっている。

### 漫画
村山継人の執筆で、『コミックNewType』に2024年10月8日から連載中
- 村山継人（漫画）・映画「ふれる。」（原作） 『ふれる。』 KADOKAWA〈角川コミックス・エース〉、既刊1巻（2024年11月25日現在）
  1. 2024年11月25日発売[31]、ISBN 978-4-04-811391-5

## 関連商品

### 映像ソフト
2025年6月28日にブルーレイおよびDVDが発売されることが、同年2月17日に発表された。通常版と限定版がリリース予定で、限定版には前記のスピンオフボイスドラマ「ふれる。の、前夜。」や舞台挨拶映像、スタッフ・キャストの対談や設定を収録したブックレットが特典として付く。